# Мартин, Эверетт
Эверетт Мартин (англ. Everett Martin), род. 4 июля 1964 года Тайлер (Техас), США) — американский боксёр-профессионал, джорнимен, выступавший в тяжёлой весовой категории (англ. Heavyweight).

## Профессиональная карьера
Эверетт Мартин считался одним из самых известных джорнименов 1990-х годов. Первое время выступал в полутяжёлом весе, затем в первом тяжёлом, и последние годы в тяжёлой весовой категории.

### Победы
Первое время на Мартина возлагались надежды, и основные свои поединки он выигрывал.
В июле 1985 года победил единогласным решением судей непобеждённого Шермана Грифина (3-0).
В марте 1986 года Эверетт нокаутировал в 7-м раунде непобеждённого Лоуренс Картера (15-0).
В июне 1988 года победил единогласным решением судей перспективного американского боксёра Берта Купера (19-2).
В июле 1992 года сенсационно переиграл по очкам бывшего чемпиона мира в тяжёлом весе по версиям WBA и WBC Тима Уизерспуна (37-3).

### Поражения
Мартин также выходил на ринг с большим количеством известных боксёров.
Мартин проиграл по очкам Джорджу Форману (63-2), проиграл нокаутом итальянцу Франческо Дамиани (26-0), американцу Джеймсу Смиту (27-8-1), выстоял против американца Майкла Мурера (27-0), которому проиграл по очкам, но умудрился отправить его в нокдаун в 3 раунде. Проиграл техническим нокаутом Риддику Боу (29-0) из за рассечения над левым глазом. Смог выстоять и проиграть по очкам а не нокаутом Тони Такеру (45-1), Ларри Холмсу (54-4) и Тони Таббсу (38-5).
Эверетт стал первым боксёром кто смог достоять всю дистанцию против нокаутёров, будущих чемпионов мира, Херби Хайда (22-0) и Владимира Кличко (17-0) (в повторном бою Кличко нокаутировал Мартина)
Так же Мартин проиграл по очкам Лэнсу Уитакеру (13-0), нокаутом Дэниэлю Николсону (28-3) и Леймону Брюстеру (17-0). Проиграл Фресу Окендо (11-0), Обеду Салливану (30-5-1), Дэвиду Бостису (18-1-1), Тимо Хоффманну (19-0), Луану Красничи (12-0), белорусу Сергею Ляховичу (8-0) и поляку Альберту Сосновскому (17-0).
21 сентября 2001 года провёл свой последний поединок в котором проиграл нокаутом боксёру из Узбекистана, Руслану Чагаеву (2-0).